# Hundskopfboas
Die Hundskopfboas (Corallus) sind eine neotropische Schlangengattung, die vom südöstlichen Guatemala über Honduras, Nicaragua, Costa Rica, Panama, Kolumbien, Venezuela, Guyana, Surinam, Französisch-Guyana, dem Amazonasbecken bis ins südöstliche Brasilien vorkommen. Im Westen recht ihr Verbreitungsgebiet bis zu den Vorbergen der Anden in Ecuador, Peru und dem nördlichen Bolivien. Außerdem kommen sie auf verschiedenen Inseln der südlichen Karibik vor (Isla Margarita, Trinidad, Tobago, Grenada, die Grenadinen und St. Vincent).

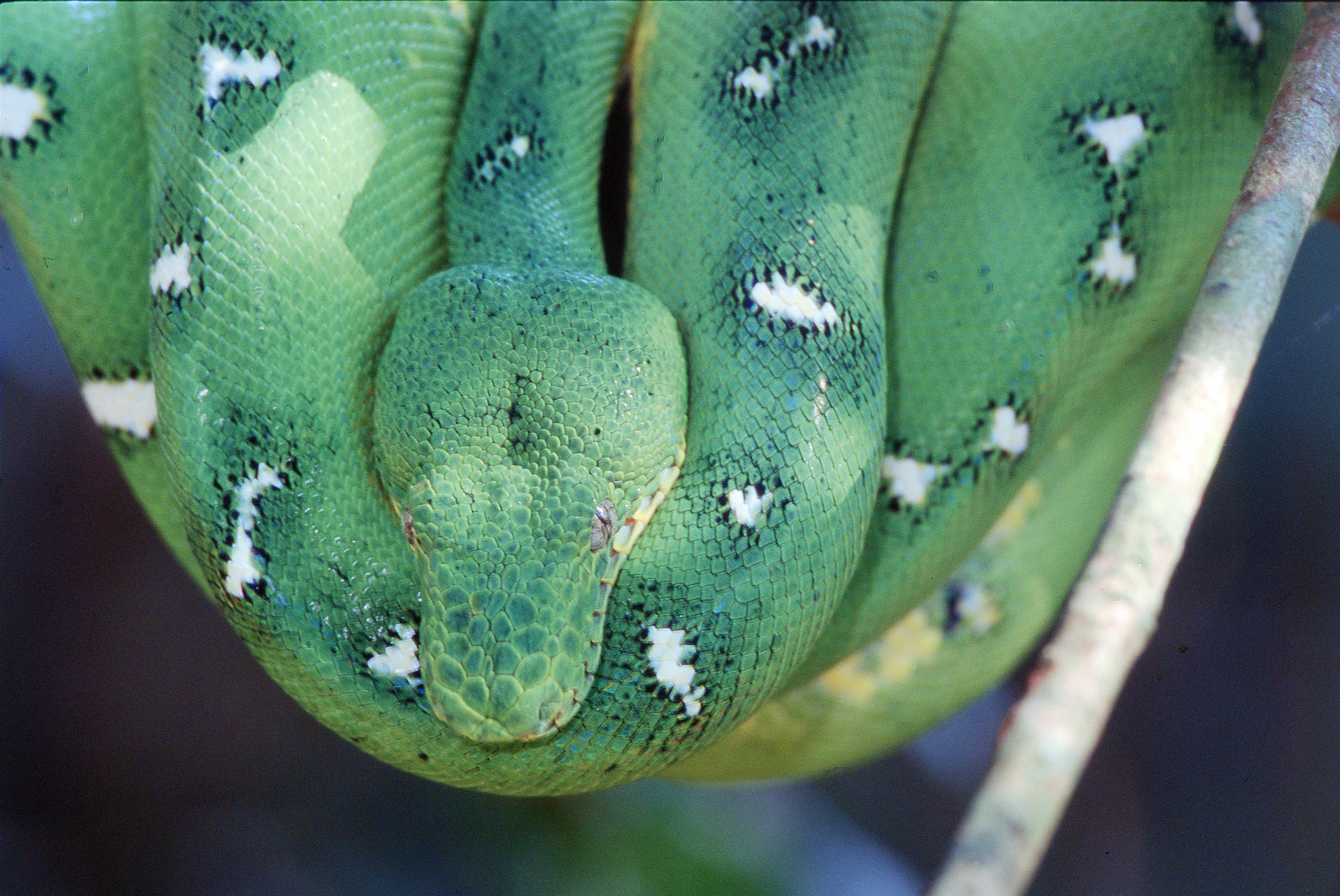
Corallus batesii

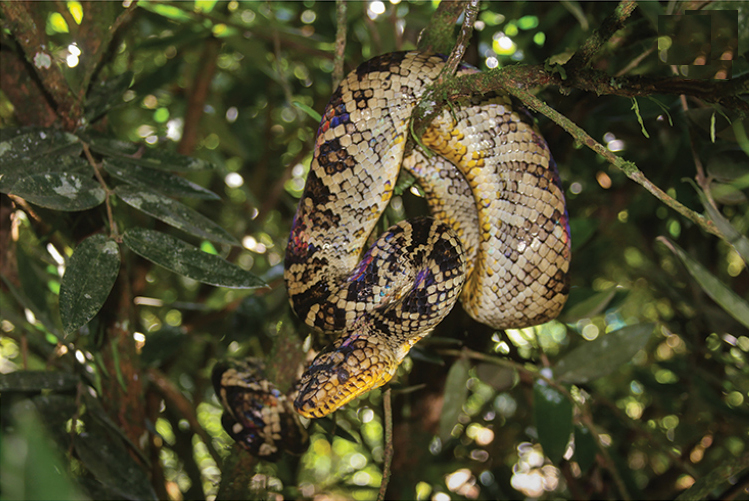
Corallus cropanii

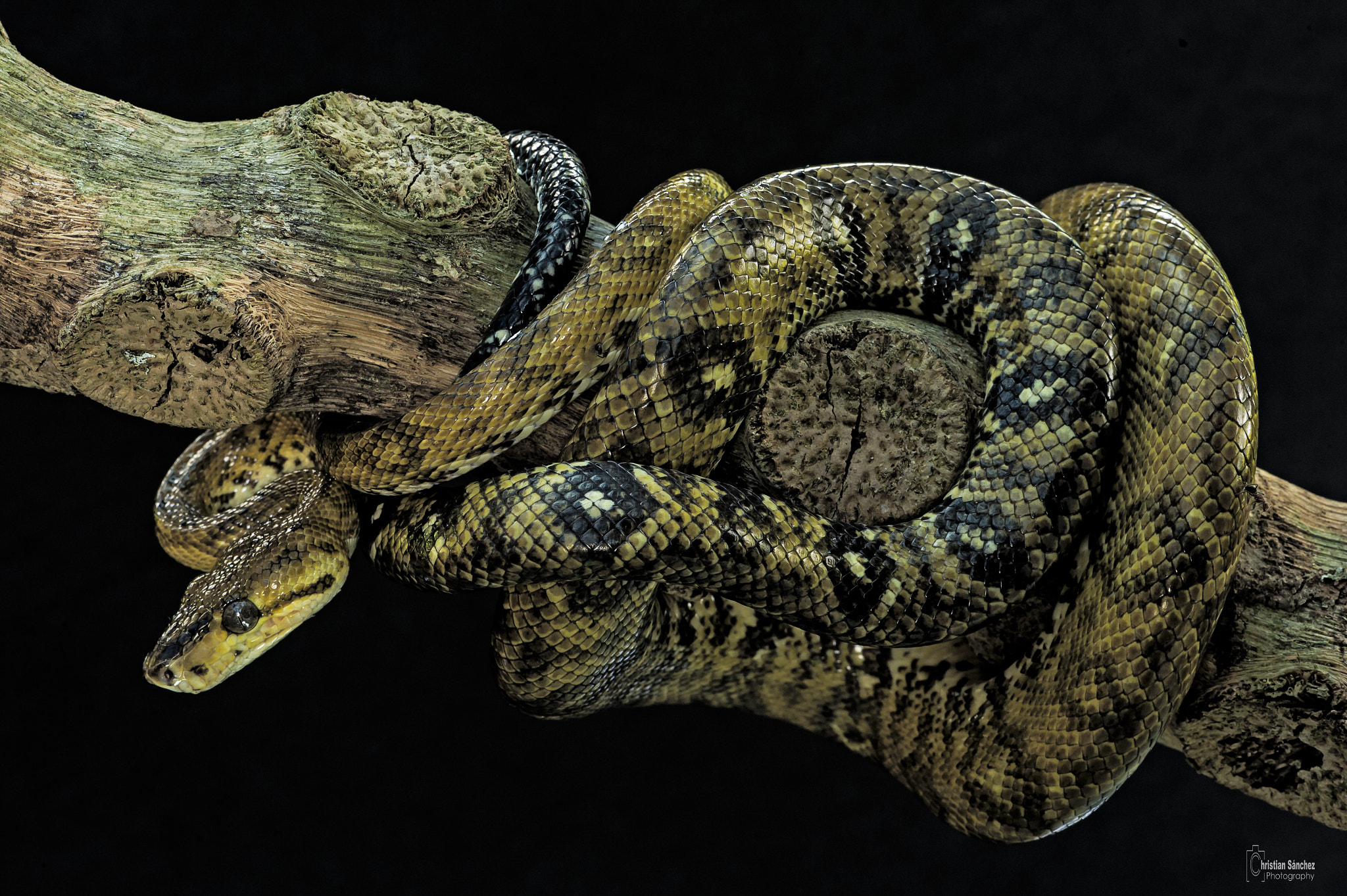
Corallus ruschenbergerii

## Merkmale
Hundskopfboas erreichen eine Maximallänge von einem bis zwei Metern und sind relativ schlank mit einem seitlich leicht abgeflachten Körper, einem schlanken Hals und großen Köpfen. Der vordere Bereich von Ober- und Unterkiefer ist mit großen, nach hinten gebogenen Zähnen besetzt. Innerhalb der Gattung lassen sich zwei morphologische Typen unterscheiden. Corallus batesii, C. caninus und C. cropanii haben längere und breitere Köpfe, in der Rumpfmitte einen größeren Durchmesser, damit verbunden eine größere Anzahl von Schuppenreihen auf dem Rücken, und einen relativ kurzen Schwanz. Dies wird als Anpassung an die Erbeutung relativ großer Tiere (Säuger) gesehen. Die übrigen Arten sind schlanker und haben schmalere und kürzere Köpfe.

## Lebensraum und Lebensweise
Hundskopfboas sind baumbewohnend (arboreal) und leben in verschiedenen Waldbiotopen von Meeresspiegelhöhe bis in Höhen von etwa 1000 Metern. Das können primäre und sekundäre tropische Regenwälder, Mangrovensümpfe, Trockenwälder oder Galeriewälder in den brasilianischen Cerrado-Savannen oder der Caatinga (Dornstrauchsavanne) sein. In waldnahen Siedlungen dringen sie manchmal in Häuser ein. Sie sind nachtaktiv und jagen ihre Beutetiere aktiv oder betätigen sich als Lauerjäger. Zu ihren Beutetieren gehören Echsen, Vögel, Beutelratten, Nagern und Fledermäuse. Die Beute wird durch Umschlingen erdrosselt. Einige Arten wechseln ihre Beutetiere mit dem Wachstum, z. B. von Echsen auf Kleinsäuger (C. cookii und C. grenadensis), einige Arten sind auch Nahrungsspezialisten und fressen z. B. vor allem kleine und mittelgroße Säugetiere (C. batesii,  C. caninus u. C. cropanii). Wie alle Boaschlangen sind die Hundskopfboas ovovivipar, bringen also lebende Junge zur Welt.

## Arten
Es gibt neun Arten:
- Ringelboa (Corallus annulatus (Cope, 1875))
- Corallus batesii (Gray, 1860)
- Blomberg-Baumboa (Corallus blombergi (Rendahl & Vestergren, 1940))
- Grüner Hundskopfschlinger (Corallus caninus (Linnaeus, 1758))
- Corallus cookii Gray, 1842
- Corallus cropanii (Hoge, 1953)
- Grenada-Gartenboa (Corallus grenadensis (Barbour, 1914))
- Hundskopfboa (Corallus hortulana (Linnaeus, 1758))
- Ruschenbergers Gartenboa (Corallus ruschenbergerii (Cope, 1875))